# دو روز در پاریس
دو روز در پاریس (انگلیسی: 2 Days in Paris) فیلمی در ژانر کمدی رمانتیک به کارگردانی ژولی دلپی است که در سال ۲۰۰۷ منتشر شد. از بازیگران آن می‌توان به ژولی دلپی، آدام گلدبرگ، و دانیل برول اشاره کرد.
در سال 2012 دنبالهٔ این فیلم به نام دو روز در نیویورک ساخته شد.